# 斯帕坦堡 (南卡罗来纳州)
斯帕坦堡（英語：Spartanburg），是美国南卡罗来纳州下属的一座城市。城市类型是“City”。其面积大约为2.19平方英里（5.68平方公里）。根据2010年美国人口普查，该市有人口37,013人，人口密度约为每平方 英里16,885.49人（约合每平方公里6519.75人）。